# Корида
Корида или такође борбе са биковима је традиционална представа која се изводи нарочито у Шпанији и Португалу и у неким земљама Латинске Америке. Актери ове представе, који се називају тореадори забијају у бика копље а затим га убијају мачем. Само у Шпанији је грубо у 1700 борби са биковима годишње убијено око десет хиљада бикова. Неки људи ову традиционалну забаву сматрају за форму злостављања животиња и она се постепено укида и забрањује.